# Euxootera cyclophora
Euxootera cyclophora är en fjärilsart som beskrevs av Fletcher 1961. Euxootera cyclophora ingår i släktet Euxootera och familjen nattflyn. Inga underarter finns listade i Catalogue of Life.